# Bala (unitat de mesura)
Una bala fou una unitat de mesura emprada a Catalunya en diversos contextos:

## Bala de fulls de paper
Una bala sencera era una antiga unitat de mesura catalana que agrupava 10 raimes de paper; o, cosa que és el mateix, 5.000 fulls apilats. La bala acostumava a pesar unes 110 lliures catalanes, que eren uns 44 kg.
Seguint el mateix patró, una bala doble era un baló, és a dir, 20 raimes juntes o, cosa que és equivalent, 10.000 fulls apilats.

## Bala de taps de suro
En canvi, en la indústria catalana dels taps de suro una bala era una unitat de mesura que agrupava 10.000 taps. Quan la bala era més gran (a vegades arribava a 15.000 taps de suro) s'anomenava balot.